# باندو (شجرة)
الباندو (كلمة لاتينية، تعني «المتوسِّع») وتعرف أحياناً باسم العملاق المرتعد is a clonal colony of a single male حور راجفياني (حور راجفياني) determined to be a single living organism by identical genetic markers هي مستعمرة استنتساخية من الأشجار المرتبطة معاً، شكَّلها ذكرٌ من نبات الحور الراجفياني، وتُعتَبر هذه المستعمرات كائناً حياً واحداً حسب تحليلات مورِّثاتها، حيث يفترض العلماء أنَّها متصلة بعضها مع بعضٍ بشبكةٍ عملاقة من الجذور تحت الأرض. إذ يُقدَّر وزن النبتة الواحدة بنحو 6,000,000 كلغم، وبالتالي فهي أثقل كائنٍ حي معروف في العالم. يُقدَّر عمر شبكة جذور الباندو بنحو 80,000 عام، ممَّا يجعله واحداً من أكبر الكائنات الحيَّة في العالم.
تقع مستعمرة شجرة باندو على مسافة كيلومترٍ ونصف جنوب غربيَّ بحيرة شِف ليك في ولاية يوتا الأمريكية، عند الطرف الغربي لهضبة كولورادو.